# Johann Gottlieb Stegmann
Johann Gottlieb Stegmann (* 16. Juni 1725 in Hartum, Fürstentum Minden; † 4. Mai 1795 in Marburg) war ein deutscher Mathematiker, Experimentalphysiker und Hochschullehrer.

## Familie
Johann Gottlieb Stegmann war der Sohn des aus Cönnern bei Halle (Saale) stammenden Johann Caspar Stegmann, Prediger in Hartum, und dessen Ehefrau Dorothea Sophie, geborene Pohlmann. In erster Ehe war Johann Gottlieb Stegmann seit 1752 mit Regine Catharine, geborene Schwertner (* 1728; † 1766) verheiratet, Tochter eines Strumpffabrikanten und Witwe des Bückeburger gräflichen Leibmedikus Limbrunner. Seine zweite Ehefrau war seit 1767 Dorothea Charlotte Louise, geborene Heppe, Tochter eines Kammerrats in Kassel.  Beiden Ehen entstammten jeweils acht Kinder, unter letzteren der Pfarrer und Ostindien-Missionar in dänischen Diensten Ernst Philipp Heinrich Stegmann (* 17. Mai 1773 in Kassel; † 1. September 1828 im Hesselager Sogn, Dänemark). Eine Tochter Johann Gottlieb Stegmanns namens Charlotte kämpfte zwischen 1792 und 1794 um die Anerkennung der Vaterschaft ihres unehelich geborenen Kindes zur Wiederherstellung ihrer Ehre und zur Erlangung einer Alimentation. Der Prozess fand Eingang in die Marburger Universitätsakten und ist ein Beispiel für den Umgang der Geschlechter miteinander im universitären Umfeld in vormoderner Zeit.

## Beruflicher Werdegang

### Studien
Nach dem Tod seines Vaters, der ihn zuhause unterrichtet hatte, besuchte Johann Gottlieb Stegmann von 1736 bis 1740 die Lateinschule im benachbarten Lübbecke unter deren Rektor Konrad Henrich Voswinkel, dann die Waisenhausschule in Halle. Von 1743 an studierte er an der Universität Halle Philosophie, Mathematik und Physik, 1745 wechselte er an die Universität Jena, um dort zusätzlich zu den genannten Fächern noch Theologie zu hören. 1747 kehrte Stegmann nach Halle zurück und erwarb dort 1750 den Magistergrad. Es folgten Studienreisen und eine kurze Anstellung als Hauslehrer in der Familie des Postverwalters Engelke in Hagenburg. Am 16. Juni 1750 erlangte Stegmann an der damals teilweise hessischen Universität Rinteln die Würde eines Doktors der Philosophie. 

### Laufbahn als Professor
Im Jahr 1751 wurde Johann Gottlieb Stegmann  außerordentlicher Professor der Philosophie an der Universität Rinteln und ein Jahr später ebenda ordentlicher Professor; seine hauptsächlichen Interessen lagen in der Experimentalphysik. Nachdem er vom hessischen Landgrafen Wilhelm VIII. im Jahr 1754 nach Kassel an das Collegium Carolinum als Professor für die Fächer Philosophie, Physik und Mathematik berufen worden war, entfaltete er eine rege praktisch-experimentelle Tätigkeit in dafür eigens eingerichteten Werkstätten. Dies führte zu zahlreichen Erfindungen und zur Verbesserung von technischen, physikalischen und mathematischen Gerätschaften und Instrumenten, mit denen er einen regen Handel betrieb. Auch eine „Brust- oder Milch-Pumpe“ gehörte zu seinen praxistauglichen Inventionen. 1767 war Stegmann Prorektor des Collegiums Carolinum. 
1786 wurde Johann Gottlieb Stegmann schließlich ordentlicher Professor der Logik, Metaphysik, reinen und angewandten Mathematik und Experimentalphysik an der Universität Marburg, wohin er aus Kassel – wie zahlreiche weitere Professoren des Kasseler Collegiums nach dem Tod des Landgrafen Friedrich II. – versetzt worden war. Er wurde 1789 dort auch Mitglied und turnusgemäß 1793 Vorsteher des von Johann Heinrich Jung-Stilling gegründeten Staatswirtschaftlichen Instituts, einer fakultätsübergreifenden Lehr-, Forschungs- und Prüfeinrichtung für die Kameralwissenschaften.
Neben den im engeren Sinne philosophischen und naturwissenschaftlichen Werken verfasste Stegmann einige historische Abhandlungen, so etwa zu den Verdiensten der hessischen Landgrafen Wilhelm IV., Karl und Moritz „des Gelehrten“ um die philosophischen und mathematischen Wissenschaften.

## Mitgliedschaften
Stegmann wurde Mitglied zahlreicher gelehrter Gesellschaften:
- 1751 der Gesellschaft der freyen Künste in Leipzig,
- 1754 der Maynzer Akademie,
- 1755 der Hessisch Casseler Gesellschaft der Alterthümer,
- 1757 der Akademie gemeinnütziger Wissenschaften zu Erfurt,
- 1777 der Königlich deutschen Gesellschaft zu Göttingen,
- 1778 der Gesellschaft Naturforschender Freunde zu Berlin.

Am 31. Januar 1786 wurde er als Freimaurer in die Kasseler Loge Friedrich zur Freundschaft aufgenommen.

## Schriften
- De idolatria litteraria, maxime philosophica vertitatibus admodum inimica. Rinteln 1751.
- Meditatio de eu quod nimium seu parum est in studio philosophico, qua ad audiendam Orationem inaug. de necesariis inventoris dotibus invitat. Rinteln 1751.
- Theses e Philosophia desumtae, ad disputandum propositae. Bückeburg 1752.
- Beweiß, daß aus den Gewissensbissen, die durch seine der Vernunft bekannten Mittel zu tilgen, das Daseyn einer göttlichen Offenbahrung zu schliessen. Rinteln 1753.
- Einleitung in die Naturlehre, zum Gebrauch derjenigen, die mit Vergnügen und Aufmerksamkeit die Natur betrachten wollen. Bückeburg 1753.
- Vernünftige Betrachtungen der philosophieschen Hypothesen. Kassel 1754.
- Progr. de iis que in experiendo macime sunt cavenda. Kassel 1755.
- Abhandlung von den grossen Verdiensten Landg. Carls I. um die mathematischen Wissenschaften. Kassel 1755.
- Zu der offentlichen Feyer mit welcher das hiesige Carolinum den am 21. März dieses Jahrs einfallenden Vier und siebenzigsten hohen Geburtstag des [...] Herrn Wilhelms des Achten, Landgrafen zu Hessen, Fürsten zu Herßfeld, Grafen zu Catzenelnbogen [...] und Hanau [...] begehen will. Ladet [...] gehorsamst ein. Kassel 1755.
- Kurze Untersuchung, warum die Poeten mit Epheu gekrönt vorgestellt werden. In: Sammlung einiger ausgesuchten Stücke, der Gesellschaft der Freyen Künste zu Leipzig, Band 3, 1756.
- Dissertatio Philosophica De Adquiescentia Hominum In Voluntate Divina. Kassel 1756.
- Diss. de vita systhematica sapienti homini necessaria. Resp. Car. Wilh. Robert, Hasso-Cass. Kassel 1756.
- Historische Abhandlung von den großen Verdiensten des hochseel. Herrn Landgrafen Wilhelms des Vierten um die mathematischen Wissenschaften. Kassel 1756.
- Kurze historische Nachricht von der grossen Einsicht des [...] Fürsten Moritz in die philosophischen und mathematischen Wissenschaften. Kassel 1757.
- Beschreibung einer kleinen Luftpumpe nebst dem dazu gehörigen Zubehör, womit man alle diejenigen Versuche, welche sowohl die Eigenschaft der Luft, als auch die durch jene in andern Körpern gewürkte Veränderungen anzeigen, mit großer Bequemlichkeit anstellen kann. Nebst Anzeige zweyer, zu dieser Luftpumpe verfertigten Instrumenten, womit man die Brüste von Milch bequem entledigen und in Rauchtobak-Klistir geben kann. Kassel 1772/1773.
- Theses logicae. Resp. Wilh. Schwarzenberg. Kassel 1774.
- Zu dem feierlichen Antritte des von [...] Friedrich dem Zweyten [...] neuernannten Prorektors des Collegii Carolini ladet hierdurch auf den 2ten Jenner 1781 um 10 Uhr in das grosse Auditorium unterthänig und gehorsamst ein M. J. G. Stegmann jetzt abgehender Prorektor. Es wird eine kurze Nachricht von einem Sonnen-Microscop zu undurchsichtigen Körpern gegeben. Kassel 1780.
- Kurze Beschreibung einer Saug- und Druck-Pumpe, wie beyde angewendet und gebraucht worden zu einer Brust- oder Milch-Pumpe, verschiedenen Arten von Spritzen, Schrüpf- und Rauchtobaksklistir-Instrument. Nebst einer Anzeige eines besonderen Rauchtobaksklistir-Instruments. Kassel 1774.
- Beschreibung eines Luftmessers der gesunden und ungesunden Luft. Kassel 1778.
- Beschreibung eines neuen Pantographen. Kassel 1780.
- Untersuchung wegen des wahren Erfinders der hie (in Cassel) erfundenen Centrifugal-Wassermaschine; eine Einlad. Schrift. Kassel 1780.
- Untersuchung des ersten Erfinders der vortrefflichen Feuermaschine womit durch die Gewalt des Feuers das Wasser in die Höhe getrieben wird; eine Einlad. Schrift zu Anhörung der Antrittsreden von 2 neu bestellten Professoren. (Jac. Dieter. Ebert Dr. Medic. und Conr. Henr. Brandau, auch Dr. Medic). Kassel 1780.
- Zur Feyer des höchsten Namensfestes des Duchlauchtigsten Fürstens und Herrns Herrn Friedrichs des Zweyten regierenden Landgrafens zu Hessen [...] welche das Collegium illustre Carolinum im großen Auditorium den 6ten und 7ten März um 9 Uhr begehen wird ladet hierdurch schuldigst und gehorsamst ein M. Johann Gottlieb Stegmann d. Z. Prorektor. Es wird eine Untersuchung, wegen des wahren Erfinders der hier erfundenen Centrifugal-Wassermaschine, vorausgeschickt. Kassel 1780.
- Von einem Sonnen-Mikroskop zu undurchsichtigen Körpern; eine Einlad. Schrift. Kassel 1781.
- Beschreibung der Milchpumpe und Anzeige, wie sie gebraucht und im Stande erhalten werde. Kassel 1783.
- Theses philosophicae. Resp. C.A.C. Knöpfel, Breitenbac. Hass. & C. L. Tassius, Longoschwalbaco-Hass. Marburg 1787.
- Theses philosophicae. Resp. J.P. Werneburg, Wanfrieto-Hass. & G. F. Molter, Caroli-Portu-Hass. Marburg 1789.

Katalog der digitalisierten Schriften Johann Gottlieb Stegmanns.